# Testify (álbum de P.O.D.)
Testify é o sexto álbum de estúdio da banda californiana P.O.D., originalmente ele seria lançado em Dezembro de 2005, mas só foi possível lança-lo no dia 24 de Janeiro de 2006 pela Atlantic Records.
É o primeiro grande álbum dos P.O.D. que não foi produzido por Howard Benson, e sim por Glen Ballard.

## Faixas

### Disco Original
1. "Roots in Stereo" – 4:42
2. "Lights Out" – 2:47
3. "If You Could See Me Now" – 3:07
4. "Goodbye For Now" – 4:34
5. "Sounds Like War" – 3:53
6. "On The Grind" – 4:25
7. "This Time" – 4:41
8. "Mistakes And Glories" – 3:38
9. "Let You Down" – 4:15
10. "Strength Of My Life" – 4:21
11. "Teachers" – 3:37
12. "Say Hello" – 2:32
13. "Mark My Words" – 3:43

### Versão Limitada
A Versão Limitada possúi um disco bônus que contém as faixas originais com comentários e 5 faixas bônus.
1. "Roots in Stereo"
2. "Lights Out"
3. "If You Could See Me Now"
4. "Goodbye For Now"
5. "Sounds Like War"
6. "On The Grind"
7. "This Time"
8. "Mistakes And Glories"
9. "Let You Down"
10. "Strength Of My Life"
11. "Teachers"
12. "Say Hello"
13. "Mark My Words"
14. "Generation"
15. "Bridge to Burn"
16. "Will You (Chris Vrenna Remix)"
17. "Every Time I Die"
18. "New Wave (Demo)"

### Versão Japonesa
A versão japonesa do álbum contém a faixa bônus:
- "Not Your Kind"

### Versão do Wall-Mart
E ainda existe uma faixa bônus presente só nas cópias vendidas pela rede Wal-Mart:
- "Your Eyes"

## Singles
1. "Goodbye for Now" (2006)
2. "Lights Out" (2006)

## Participações de Outros Artistas
- Matisyahu - Vocal nas músicas "Roots in Stereo" e "Strength Of My Life";
- Katy Perry - Back-vocal na música "Goodbye For Now"]][1][2]
- Sick Jacken (do Psycho Realm) - Vocal nas músicas "On the Grind" e "Mark My Words";
- Boo-Yaa T.R.I.B.E. - Vocal na música "On the Grind";
- Glen Ballard - Programação, teclado e produção;
- Joel Shearer - Violão.
- Suzie Katayama - Violoncelo na música "Goodbye For Now".